# Habitatge a la travessia del Sol, 1 (Tortosa)
L'Habitatge a la travessia del Sol, 1 és una obra del municipi de Tortosa (Baix Ebre) inclosa en l'Inventari del Patrimoni Arquitectònic de Catalunya.

## Descripció
La Travessia sol connecta el C/ Sol amb la Travessia Jerusalem. Té una amplada d'uns 4 m i una llargada de 10 m. Les cases tenen estructura vella però façana arrebossada, excepte, excepte les núm. 1 i 10, que presenten maó ordinari vist.
L'habitatge núm. 1 té planta, dos pisos i golfes, i fa cantonada amb la Travessia Jerusalem. A la façana de la planta té una porta de carro, amb muntants i arc escarser de pedra i les roderes buidades en el llindar, també de pedra, i una petita finestra a l'esquerra. al primer pis hi ha un balcó de pedra sobre la porta de la façana, a la resta de l'edifici, hi ha finestres petites amb arc allindanat de maó. La teulada és a doble vessant, sense voladís. Només es troba arrebossar el sector de la planta.

## Història
Cal destacar que, al no estar arrebossada més que la planta, mostra molt bé el tipus constructiu de tot el barri de Remolins, majoritàriament refet a finals del segle xix i principis del XX, utilitzant força el maó a més de la maçoneria tradicional. En aquest cas, el maó, col·locat de pla per tractar-se d'una construcció bastant gran, esdevé l'únic component.
La Travessia Sol es troba al bell mig de l'antic barri jueu de la ciutat.